# Friedrich Ribstein
Friedrich Wilhelm Eduard Ribstein (* 21. Juni 1885 in Bruchsal; † 24. Februar 1957 in Müllheim) war ein deutscher Verwaltungsbeamter und Landrat.

## Leben
Als Sohn eines Medizinalrats geboren, studierte Ribstein nach dem Besuch des Gymnasiums in Bruchsal Rechtswissenschaften in Freiburg im Breisgau und Heidelberg. Während seines Studiums wurde er 1906 Mitglied der Freiburger Burschenschaft Teutonia. Nach seinen Examen 1911 und 1918 ging er 1919 in den badischen Innendienst; 1920 nach Offenburg. Von 1919 bis 1926 war er Mitglied der Deutschnationalen Volkspartei, am 30. Juli 1937 beantragte er die Aufnahme in die NSDAP und wurde rückwirkend zum 1. Mai desselben Jahres aufgenommen (Mitgliedsnummer 4.586.924). Von 1933 bis 1944 war er Landrat im Landkreis Müllheim und war dann beim Landkommissar in Freiburg tätig, bevor er 1945 bis 1946 von der französischen Militärregierung festgesetzt wurde.